# Сучкі (Ґолдапський повіт)
Сучкі (пол. Suczki, нім. Sutzken, 1933–1945: Hitlershöhe) — село в Польщі, у гміні Ґолдап Ґолдапського повіту Вармінсько-Мазурського воєводства.
Населення — 40 осіб (2011).
У 1975-1998 роках село належало до Сувальського воєводства.

## Демографія
Демографічна структура станом на 31 березня 2011 року:
|          | Загалом | Допрацездатний вік | Працездатний вік | Постпрацездатний вік |
| -------- | ------- | ------------------ | ---------------- | -------------------- |
| Чоловіки | 21      | 4                  | 17               | 0                    |
| Жінки    | 19      | 5                  | 13               | 1                    |
| Разом    | 40      | 9                  | 30               | 1                    |